# Đèo Nhông

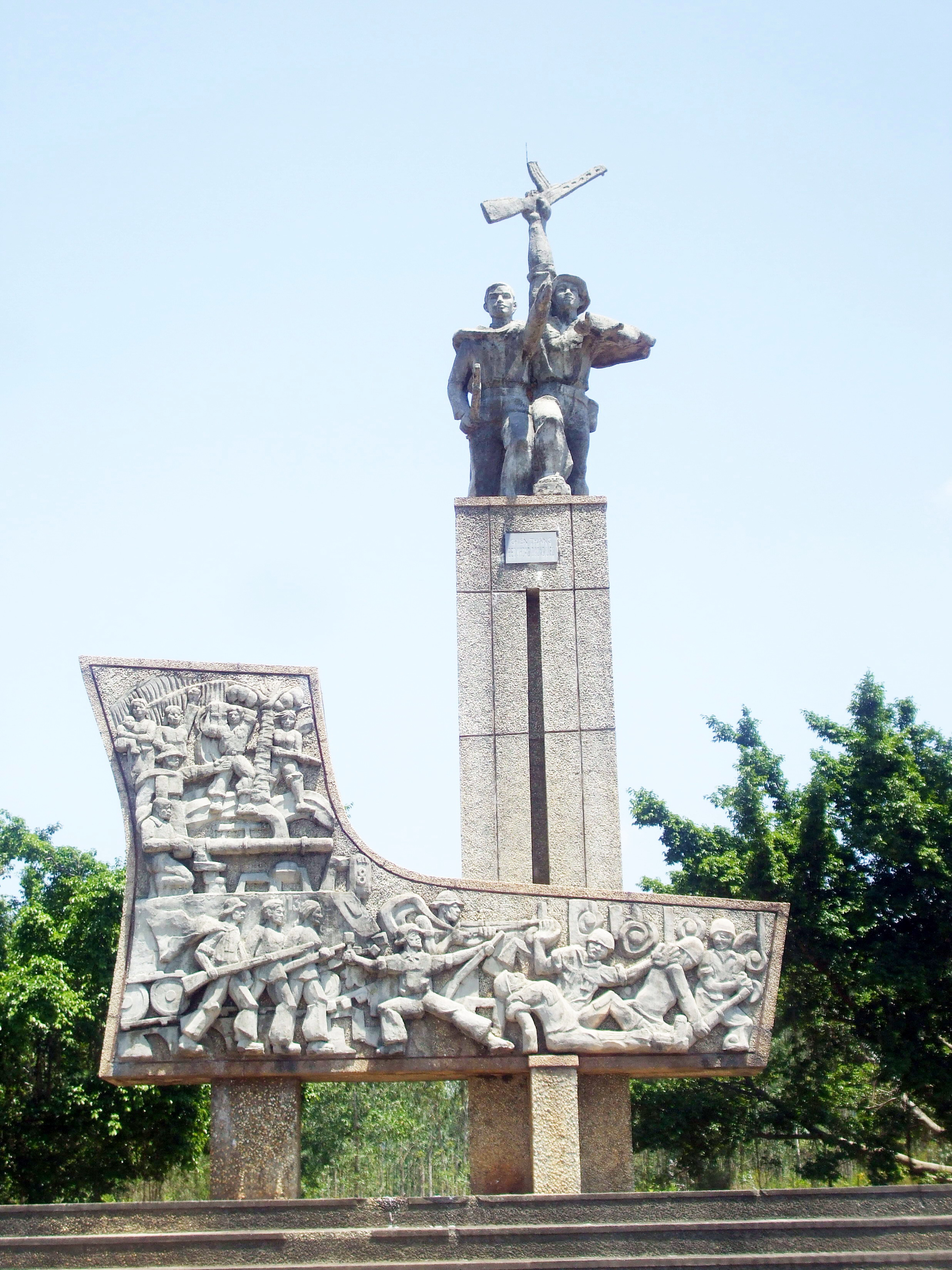
Tượng đài Chiến thắng Đèo Nhông

Đèo Nhông là đèo trên quốc lộ 1A ở huyện Phù Mỹ, tỉnh Bình Định, Việt Nam .

## Vị trí
Đèo Nhông trên quốc lộ 1A ở vùng ranh giới xã Mỹ Trinh và Mỹ Phong, huyện Phù Mỹ, tỉnh Bình Định. Đèo ở cách thị trấn Phù Mỹ cỡ 8,5 km về phía bắc .

## Di tích chiến tranh
Tại vùng đèo năm 1965 diễn ra trận Dương Liễu - Đèo Nhông trong Chiến tranh Việt Nam . Hằng năm vào tháng 2 tại khu di tích thường tiến hành khai lễ kỷ niệm chiến thắng .